# Кониин
Кониин — сильный яд нервно-паралитического действия. Химическая формула — C8H17N, основной алкалоид и ядовитое начало болиголова пятнистого (Conium maculatum).

## История
Впервые выделен в 1826 году французскими фармацевтами Пеллетье и Каванту. Кониин — первый синтезированный природный алкалоид, синтез провёл в 1886 году немецкий химик Альберт Ладенбург. Сок болиголова применяли в древности для казни. Так, по преданию, его дали выпить Сократу.

## Нахождение в природе
В природе встречается в зонтичных из рода болиголов и в насекомоядных растениях из рода росянка.

## Синтез
Кониин (α-пропилпиперидин) относится к числу алкалоидов, содержащихся в болиголове, в котором содержатся и другие алкалоиды (N-метилкониин, коницеин, конгидрин и др.). Аналогичная смесь алкалоидов найдена в кокорыше. Болиголов широко распространенное растение, произрастающее в зоне умеренного климата. Он давно известен своей ядовитостью. Кониин и другие алкалоиды содержатся во всех частях болиголова, однако наиболее богаты кониином плоды этого растения до их полного дозревания.

## Физические свойства
Кониин — бесцветная жидкость с резким запахом, хорошо растворим в органических растворителях, слабо — в воде. Содержится во всех частях растения болиголов пятнистый, главным образом в плодах и семенах (до 1 %). Образуется в клетках растения из остатков уксусной кислоты и аминокислоты лизина.
Кониин представляет собой бесцветную жидкость с сильным запахом, напоминающим запах мышиной мочи, имеющую сильно щелочную реакцию. Кониин окисляется на воздухе, в результате этого приобретает бурую окраску. Он перегоняется с водяным паром без разложения. Основание кониина растворяется в воде (1 : 100), слабее растворяется в хлороформе, смешивается с этиловым спиртом и диэтиловым эфиром. При повышении температуры растворимость кониина в воде понижается. Поэтому при нагревании насыщенных водных растворов кониина они мутнеют. Кониин экстрагируется органическими растворителями из щелочных водных растворов. Его можно изолировать подкисленной водой или перегонкой с водяным паром из подщелоченных объектов.

## Химические свойства
В связи с высокой токсичностью кониина он не применяется в медицине. Токсические свойства болиголова были известны ещё в глубокой древности. Согласно литературным данным, в Древней Греции для исполнения смертных приговоров применялся настой цикуты — зонтичного растения, внешне очень похожего на болиголов, но содержащего в своем составе другие ядовитые вещества. Однако, дошедшее до нас подробное описание казни Сократа (469—399 г. до н. э.), оставленное Платоном, свидетельствует о том, что в качестве средства отравления применялся именно содержащий кониин болиголов, а не цикута, как значится в источнике.

## Токсикология
В настоящее время встречаются случайные отравления растениями, содержащими кониин. Это имеет место при употреблении в пищу корня болиголова (вместо хрена) или его листьев (вместо петрушки). Отмечены случаи отравления плодами болиголова при ошибочном применении их вместо плодов аниса. Также имели место случаи отравления скота свежей травой, в которой находились растения, содержащие кониин.
Кониин быстро всасывается в кровь из пищеварительного тракта. После всасывания он вызывает паралич окончаний чувствительных и двигательных нервов, а также поражает центральную нервную систему, сначала возбуждая, а затем парализуя её. После приема кониина усиливается слюнотечение, может появиться тошнота, рвота, понос, головокружение, расстройство зрения. Весьма характерен т. н. «восходящий» паралич, сопровождающийся полной потерей чувствительности и подвижности охваченных им частей тела. Он начинается со ступней и далее распространяется вверх на туловище, пока не достигнет диафрагмы, вследствие паралича которой и наступает смерть от удушья.
Патологоанатомическая картина при отравлении кониином специфичной не является. Предварительный диагноз может быть выставлен на основании показаний пострадавшего и свидетелей, касающихся событий, предшествующих отравлению, клинической картины отравления и обнаружения в рвотных массах пострадавшего фрагментов зонтичного растения. При необходимости диагноз может быть подтвержден физико-химическим исследованием патологического материала. Из организма кониин выделяется с мочой и отчасти с выдыхаемым воздухом. Лечение отравлений кониином симптоматическое. В тяжелых случаях может потребоваться искусственная вентиляция легких.